# Djôsèt Barotchèt
Pour les articles homonymes, voir Badet.
Joseph Badet dit Djôsèt Barotchèt, né à Fregiécourt le 29 décembre 1915 et mort le 1er janvier 2007 à Saint-Ursanne, est un écrivain suisse jurassien d'expression comtoise. Il est considéré comme une figure de la défense du franc-comtois.

## Biographie
Après la Première Guerre mondiale, il s'installe à Montbéliard avec ses parents. Il suit un apprentissage de mécanicien, puis travaille chez Peugeot et Goguel. Il pratique aussi l'athlétisme et remporte le titre de champion de Franche-Comté du 100 m en 1933 et la cinquième place du Championnat de France de décathlon organisé dans le cadre de l'Exposition universelle de Paris en 1937.
En 1942, de retour dans le canton du Jura, il s'établit à Porrentruy puis, en 1945, à Saint-Ursanne où il trouve un emploi aux usines Thécla. Il s'engage alors pour la défense et la sauvegarde du franc-comtois, plus précisément du dialecte de la Baroche, avec la fondation en 1956, du « Réton di Ciôs-di-Doubs » (l'Écho du Clos-du-Doubs), une amicale de comtophones. Il est notamment l'auteur de dix-neuf pièces de théâtre ainsi que de nombreux poèmes et chansons mises en musique par Paul Montavon et Ernest Beuchat. Il donne aussi des cours de patois, participe à des émissions radiophoniques et écrit de nombreux articles dans les journaux. En 1983, il reçoit le Prix littéraire jurassien.  Par ailleurs, il fait l'objet d'un film intitulé « Jurassien sans détour », présenté au Festival du Film des Minorités à Aoste.
En 1974, il soutient la création du nouveau canton du Jura et s'adresse le 4 septembre 1974 en franc-comtois aux lecteurs du Jura Libre pour les inciter à voter.
En 1976, en tant que défenseur du patrimoine jurassien il s'oppose au projet de faire du Clos du Doubs un village touristique,. Le projet est finalement annulé.
Il meurt le lundi 1er janvier 2007 à l'âge de 92 ans.

## Publications
- I ai brijie mai vie [« J'ai brisé ma vie »], 1961comédie en franc-comtois
- Retieuyerat de doze tchainsons [« Recueil de douze chansons »], 5 mars 1966Musique de Paul Montavon et Ernest Beuchat[8]
- En lai Croujie, Porrentruy, 1974, 74 p., extrait des « Actes » de la Société jurassienne d'émulation
- Que bé trésoûe [« Quel beau trésor »], 1975comédie en franc-comtois, en 3 actes
- Lai grie : Piece en trâs paitchies, Société jurassienne d'émulation, 1975, 60 p.
- Musattes, Porrentruy, Société jurassienne d'émulation, 1980Recueil de textes et historiettes[9]

#### Enregistrements sonores
- Joseph Badet, interview par Michel Terrapon, Radio suisse romande, 3 mai 1986 (Interview), (consulté le 2 novembre 2017).